# Gösta Törner
Tor Gösta Alexander (Gösta) Törner (Stockholm, 10 juli 1895 - Stockholm, 15 februari 1971) was een Zweedse turner. 
Törner won met de Zweedse ploeg de gouden medaille in de landenwedstrijd Zweeds systeem tijdens de Olympische Zomerspelen 1920.

## Resultaten

### Olympische Zomerspelen
| Jaar | Plaats    | Resultaten                           |
| ---- | --------- | ------------------------------------ |
| 1920 | Antwerpen | in de landenwedstrijd Zweeds systeem |